# Mebane
Mebane is een plaats (city) in de Amerikaanse staat North Carolina en valt bestuurlijk gezien onder Alamance County en Orange County.

## Demografie
Bij de volkstelling in 2000 werd het aantal inwoners vastgesteld op 7284.
In 2006 is het aantal inwoners door het United States Census Bureau geschat op 9285, een stijging van 2001 (27.5%).

## Geografie
Volgens het United States Census Bureau beslaat de plaats een oppervlakte van
15,2 km², waarvan 15,2 km² land. Mebane ligt op ongeveer 196 m boven zeeniveau.

## Plaatsen in de nabije omgeving
De onderstaande figuur toont nabijgelegen plaatsen in een straal van 12 km rond Mebane.